# Wolfgang Ludwig Werner
Wolfgang Ludwig Werner (* 21. Januar 1953) ist deutscher Tropenforscher und apl. Professor für Biogeographie an der Universität Heidelberg.

## Leben
An der Universität Heidelberg arbeitete er von 1978 an zunächst als Assistent und Dozent, dann als außerplanmäßiger Professor am Südasien-Institut (Abt. Geographie). An der Universität Freiburg wirkte er 1990/1991, 1992 bis 1994 sowie 1995/1996 an der Universität Eichstätt. Zwischendurch lehrte er 1993 als Gastwissenschaftler an der Harvard University.  1996 lehrte er an der Universität für Bodenkultur Wien und 1999 am Institute of Technology in Bandung, 1999/2000 an der Technischen Universität Darmstadt. Nachdem er 2003 am Zentrum für Entwicklungsforschung in Bonn gearbeitet hatte, berief ihn die Universität Heidelberg im Oktober 2004 als Vertretungsprofessor für Geographie an das Südasien-Institut, was er bis zum Februar 2006 blieb. 2006 bis 2016 unterrichtete er an einer Privatschule. Neben seiner Bergwaldforschung beschäftigte er sich zunehmend mit Naturkatastrophen und Klimawandel. Seit dem Tsunami im Indischen Ozean 2004 ist ihm die Regeneration der tropischen Küstenwälder als Schutz gegen Flutwellen ein besonderes Anliegen.

## Schriften
- Die Höhen- und Nebelwälder auf der Insel Ceylon (Sri Lanka). Dissertation. Universität Heidelberg. Steiner, Stuttgart 1984, ISBN 3-515-03977-5.
- Pinus in Thailand. Steiner, Stuttgart 1993, ISBN 3-515-05906-7.